# 緬甸臺

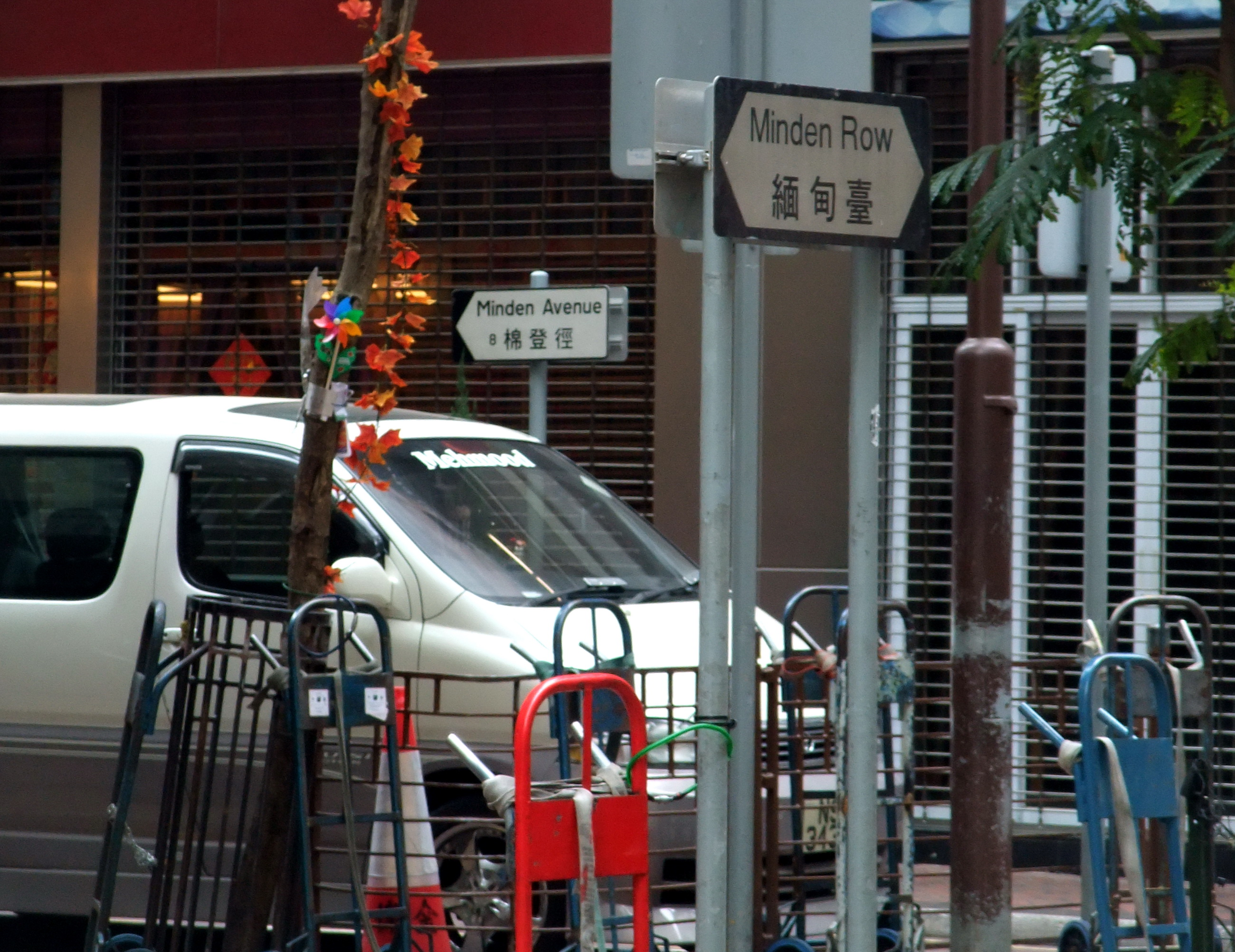
緬甸臺與棉登徑的兩個路牌，相同的英文名稱（Minden）出現兩個不同的中文譯音。

緬甸臺是香港九龍尖沙咀的一條街道，位於訊號山下，毗鄰九龍主要街道漆咸道南及彌敦道。
該街道的名字雖然稱為“緬甸”，但與東南亞國家緬甸無關。19世紀至20世紀初，該處曾有一批居民來自德國中部城市明登，因以為名，後來英國及德國在一次世界大戰時份屬不同敵對陣營，原居於該處的德國人從此遷出。
緬甸臺的名字雖然沿用至今，但該處後來開了一條街道，已轉用「棉登徑」（Minden Avenue）命名。這種同一個名字，兩種譯音的情況，在香港早年猶為常見，影響至今。